# SHAEF Personality Card Index for Germany
Der SHAEF Personality Card Index for Germany war ein Ablochprotokoll für Lochkarten im 80-Spalten-Format nach IBM-Standard, zur Erfassung von potentiellen Quellen aus dem Deutschen Reich durch die Supreme Headquarters Allied Expeditionary Force.

## Datensatzbeschreibung
Die folgenden Informationen konnten auf der Schlüssel SHAEF-Karte durch die Machine Records Units dargestellt werden:
- a. Name der Person, einschließlich bekannter Aliase.
- b. Orte, in denen sich die Person befinden könnte.
- c. Geschlecht der Person.
- d. Wehrkreise der Städte, auf die in „b“ Bezug genommen wird
- e. Klassifizierung der Person nach SHAEF-Kategorien.
- f. Organisationen, bei welchen die Person Mitglied war
- g. Organisationsebene, auf welcher die Person gearbeitet hat.
- h. Rang oder Position innerhalb der Organisation.
- i. Mitgliedsdauer in Jahren laut letztem Bericht.
- j. Alter der Person.
- k. Nationalität der Person.
- l. Informationsquelle.
- m. Bearbeitungsstatus des Falles.
- n. Haftort, falls festgenommen.
- o. Disposition z. B. Fahndung.
- p. Fallnummer.

## Spaltenprotokoll
| Erste Spalte | letzte Spalte | Inhalt                                |
| ------------ | ------------- | ------------------------------------- |
| 1            | 20            | Name der Person                       |
| 21           | 34            | Ort                                   |
| 35           | 35            | Geschlecht der Person                 |
| 36           | 37            | Wehrkreis                             |
| 38           | 38            | Klassifizierung der Person            |
| 39           | 43            | Organisation oder Rang                |
| 44           | 44            | Organisationsebene                    |
| 45           | 46            | Rang oder Position                    |
| 47           | 48            | Jahre Position zuletzt gemeldet       |
| 49           | 50            | Geburtsjahr der Person                |
| 51           | 52            | Nationalität der Person               |
| 53           | 54            | Informationsquelle                    |
| 55           | 55            | Fallstatus                            |
| 56           | 58            | Ort der Festnahme                     |
| 59           | 60            | Disposition des Falles                |
| 61           | 65            | Fallnummer                            |
| 66           | 67            | Haftanstalt                           |
| 70           | 75            | Machine Records Unit Sortierschlüssel |
| 80           | 80            | Verweis auf nachgelochte Karten       |

## Pink cards
Neben den etwa 100.000 gelbbraun (buff) gefärbten Karton der Lochkarten kamen auch etwa 42.000 pinkfarbene Lochkarten für GIS (German Intelligence Service) Personal, also Mitarbeiter eines Deutschen Nachrichtendienstes zum Einsatz.